# 友好商社
友好商社（ゆうこうしょうしゃ）は、1958年5月2日長崎国旗事件によって日中貿易が中断した後、1960年12月に貿易を再開するに当たり、中国側が取り引き相手としてふさわしいと指定した日本の貿易会社。

## 概要
長崎国旗事件で日中関係が悪化し、陳毅副首相の日本との貿易中止声明によって貿易取り引きができなくなった後、国際貿易促進協会などが中国側に働きかけ、推薦を受けた日本側貿易会社との間に限定した取り引きが再開されるに至った。この時、推薦されて、中国側から了承された貿易会社が友好商社である。後に追加指定をされた貿易会社もある。1966年文化大革命が始まると、日本共産党と関係の深い企業は中国側から友好商社指定を取り消され、これらの企業の多くは倒産・解散を余儀なくされた。1962年11月にLT貿易が開始されると、友好商社取引と並ぶ二本立てとなるが、友好商社を通じた限定的貿易は、1972年に日中国交正常化に至るまで続けられた。

### 友好商社取引
この時期の中国との貿易取り引きは、原則として、中国側は対外貿易部（省）傘下の専業貿易公司、日本側は友好商社との間でしか行われなかっただけでなく、商談も日常的に行われるのではなく、計画経済の中で必要な輸入品は中央政府が集計し、購入計画を立てた上で行われた。主に、年に春と秋の2回広東省広州で開かれる広州交易会に招待された貿易会社社員が広州に出張するか、貿易公司のある北京に出張して商談を行った。また、多くは友好商社を窓口とする業界商談であり、複数の貿易会社の代表が中国側代表と商談を行った。中国側の指定によって、日本のメーカーの窓口として、それまでそのメーカーと取り引き関係の無かった友好商社が起用されることさえあった。大手商社の多くは友好商社に指定されなかったため、表に立たず、友好商社とメーカーの仲介をする取り引きを行う事が多かったが、中にはダミー会社を設立した会社もあった。
友好商社の中には、中国や紅衛兵の言いなりになる業者も存在した。また、日本共産党と敵対する立場の人々が経営している友好商社も同様に存在した。このため、「中国の言いなり」という批判があり、そのため友好商社の貿易は、「土下座貿易」と揶揄された。